# Bellevalia wendelboi
Bellevalia wendelboi là một loài thực vật có hoa trong họ Măng tây. Loài này được Maassoumi & Jafari mô tả khoa học đầu tiên năm 2008.